# Stopnie naukowe w Polsce
Stopnie naukowe w Polsce są uregulowane w Prawie o szkolnictwie wyższym i nauce. Ustawa przewiduje następujące stopnie naukowe:
- doktora,
- doktora habilitowanego.

Stopnie naukowe są nadawane w jednostkach organizacyjnych, którym takie uprawnienie przyznała Rada Doskonałości Naukowej, biorąc pod uwagę następujące przesłanki: poziom działalności naukowej lub artystycznej placówki oraz liczbę zatrudnionych w niej naukowców (samodzielnych pracowników nauki) posiadających tytuł profesora lub stopień doktora habilitowanego.
Stopień naukowy doktora i stopień naukowy doktora habilitowanego jest nadawany w drodze postępowania wszczętego na wniosek osoby ubiegającej się o nadanie stopnia naukowego.

## Stopień naukowy doktora
Stopień naukowy doktora nadaje się osobie, która posiada tytuł zawodowy magistra, magistra inżyniera, lekarza, lekarza weterynarii lub inny równorzędny; zdała egzaminy doktorskie w zakresie określonym przez radę placówki naukowej (radę komórki organizacyjnej większej placówki np. radę wydziału uczelni) i przedstawiła oraz obroniła rozprawę doktorską.
Rozprawa doktorska, przygotowywana pod opieką promotora, powinna stanowić oryginalne rozwiązanie problemu naukowego lub problemu artystycznego oraz wykazywać ogólną wiedzę teoretyczną doktoranta w danej dyscyplinie naukowej lub artystycznej, a także umiejętność samodzielnego prowadzenia pracy naukowej lub artystycznej.

## Stopień naukowy docenta
Stopień naukowy docenta funkcjonował w Polsce w latach 1920–2010/2011 (natomiast tytuł naukowy docenta, wprowadzony także w roku 1920, zniesiony został w roku 1965).

## Stopnie naukowe a tytuł naukowy, stanowiska profesorskie i tytuły zawodowe
Od stopni naukowych należy odróżnić tytuł profesora, który jest nadawany przez prezydenta Rzeczypospolitej Polskiej na podstawie wniosku podstawowej jednostki organizacyjnej, zaakceptowany uprzednio przez Radę Doskonałości Naukowej. Tak rozumiany tytuł profesora (tzw. profesor belwederski od miejsca pierwszych nadań) należy odróżnić od stanowisk profesora uczelni lub instytutu (do 2018 r. profesora nadzwyczajnego) i profesora (do 2018 r. profesora zwyczajnego) oraz od zniesionych w 1990 dwóch odrębnych tytułów profesora: profesora zwyczajnego (wyższego) i profesora nadzwyczajnego (niższego).